# Alfonso Hurtado de Valverde
Alfonso Hurtado de Valverde, también conocido como Alfonso Hurtado de Guadalajara (Guadalajara, ¿? - íd., 10 de mayo de 1638), dramaturgo español.
Cristóbal Suárez de Figueroa se refiere a él en Plaza universal de ciencias y artes (Madrid, 1615), como "único en lenguaje antiguo" mientras que Agustín de Rojas en su El viaje entretenido menciona a un "heroico Velarde" que debe ser este dramaturgo. Sin embargo, no han subsistido piezas suficientes para acreditar tal fama, tan solo la tragedia Los siete infantes de Lara, escrita en 1586, pero impresa solamente en 1615. Al menos conservamos las referencias a otros títulos suyos, como El conde de las manos blancas o Las hazañas de Cid y su muerte, con la toma de Valencia (citada también como Comedia del Cid, doña Sol y doña Elvira) y Callar hasta la ocasión, atribuida también a su homónimo Juan Hurtado y Cisneros.